# جکی قازاریان
جکی قازاریان (ارمنی: Ջեքի Ղազարյան؛ زادهٔ شیکاگو، ایلینوی) یک نقاش و هنرمند ارمنی‌تبار اهل ایالات متحده آمریکا است.

## زندگی‌نامه
پدربزرگ‌های جکی قازاریان آبراهام پتروسیان (ساکن آدانا) و قازار قازاریان (ساکن لاورنس آلما-تادما) پیش از سال ۱۹۱۵ میلادی ارمنستان غربی را ترک نموده بودند. آنها اهل سیواس و ماراش بودند.